# Tephrophilus wetmorei
La tangara de Wetmore (Tephrophilus wetmorei), también denominada azulejo de Wetmore (en Colombia), tangara-montana enmacarada (en Ecuador), tangara-de-montaña enmascarada (en Perú) o cachaquito emascarado, es una especie de ave paseriforme de la familia Thraupidae, la única perteneciente al  género Tephrophilus, hasta recientemente (2012) situada en Buthraupis. Es nativa de la región andina del noroeste de América del Sur.

## Distribución y hábitat

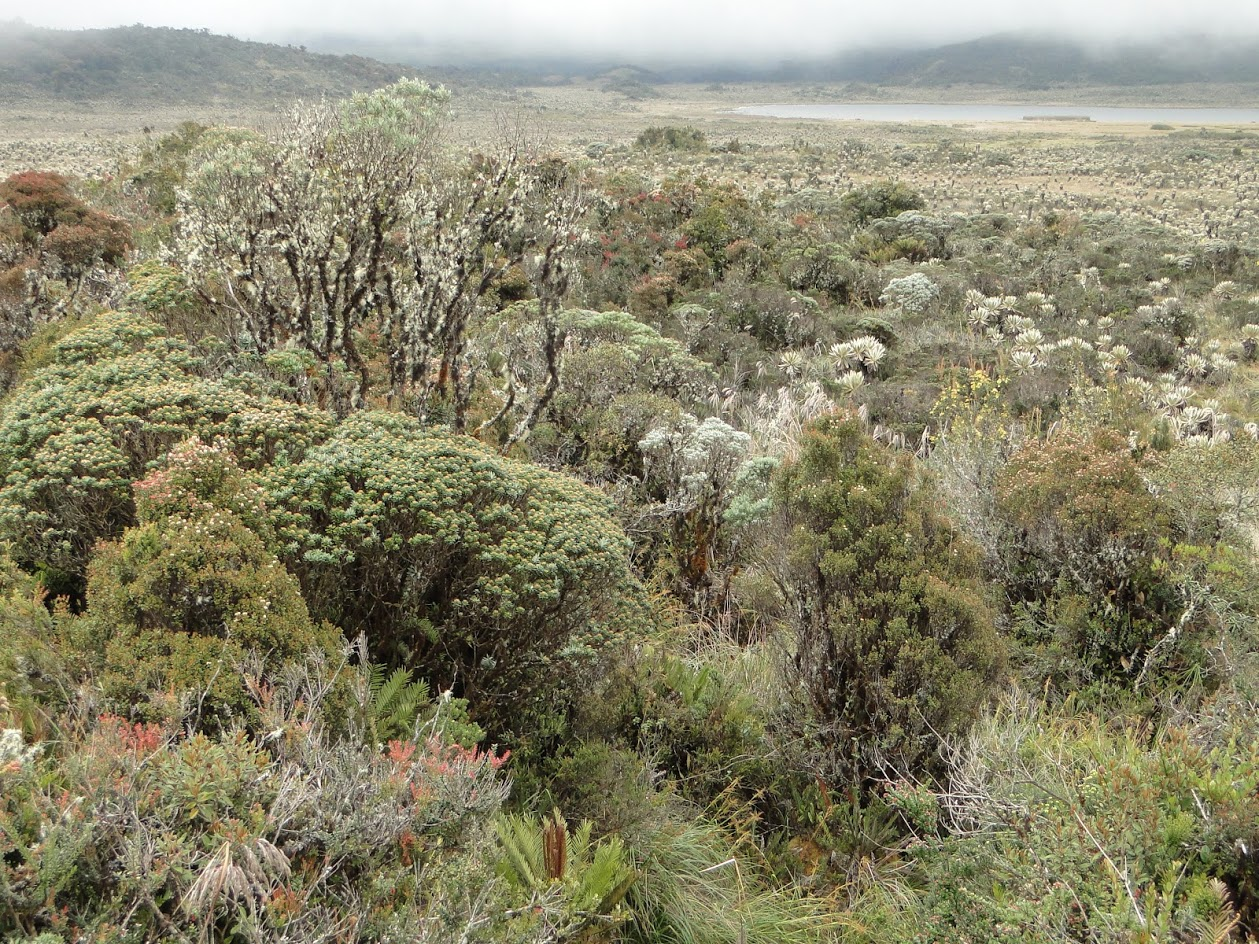
Vegetación del parque nacional natural Puracé, en Colombia, ejemplo de hábitat de la especie.

Se distribuye a lo largo de la cordillera de los Andes, desde el suroeste de Colombia, a través de Ecuador, hasta el extremo noroeste de Perú. En Colombia, existen registros en el parque nacional natural Puracé y adyacencias, en Cauca, y en Nariño. En Ecuador se restringe a la pendiente oriental, en Carchi, Napo, Morona Santiago, Azuay, Loja y Zamora Chinchipe. En Perú, ocurre en el cerro Chinguela, este de Piura.
Esta especie es considerada rara y local en su hábitat natural: los matorrales de alta montaña cerca de la línea de árboles, en altitudes entre 2950 y 3600 m.

## Estado de conservación
La tangara de Wetmore ha sido calificada como vulnerable por la Unión Internacional para la Conservación de la Naturaleza (IUCN) debido a que su zona de distribución y su baja población, estimada entre 1500 y 7000 individuos maduros, se presumen estar en decadencia como resultado de la pérdida de hábitat. A pesar de ser rara o poco común, es bastante abundante en Cajanuma, en el parque nacional Podocarpus, lo que debe proteger una población significativa.

## Descripción
Mide alrededor de 20,5 cm. La corona y la nuca son de color oliva amarillento, volviéndose más oliva en el dorso pero con el obispillo amarillo billante, que aparece en vuelo; las cobertoras alares con anchas puntas azules. La cara y la parte superior de la garganta son negras, formando una máscara, bordeada de amarillo brillante; por abajo es mayormente amarilla.

## Comportamiento
Anda solitaria o en parejas, mientras forrajea en los matorrales bajos, con frecuencia acompaña bandadas mixtas u otros tráupidos.

### Vocalización
Es muy callada. Su canto, poco frecuente, es una larga serie continua de notas de timbre alto «tsii», de intensidad variable, casi como un picaflor (Trochilidae) y sorprendentemente débil para el tamaño del ave.

## Sistemática

### Descripción original
La especie T. wetmorei  y el género Tephrophilus fueron descritos por primera vez por el ornitólogo estadounidense Robert Thomas Moore en 1934 bajo el mismo nombre científico; su localidad tipo es: «extremo sureste del valle de Culebrillas, noroeste (20° N. of W.) del cerro Sangay, Ecuador».

### Etimología
El nombre genérico masculino «Tephrophilus» se compone de las palabras griegas «tephra»: cenizas, y «philos»: que ama; y el nombre de la especie «wetmorei» conmmemora al ornitólogo estadounidense Alexander Wetmore (1886–1978).

### Taxonomía
A pesar de descrita originalmente en un género propio, la presente especie estuvo colocada en el género Buthraupis por mucho tiempo, hasta que los estudios genético moleculares de Sedano & Burns (2010), demostraron que no formaba parte de ese género y se propuso su transferencia y la resurrección de Tephrophilus, lo que fue aprobado en la Propuesta N° 569 al Comité de Clasificación de Sudamérica (SACC), y corroborado por los estudios de Burns, Unitt & Mason (2016). Es monotípica.